# Omloop van de Vlaamse Scheldeboorden 2007
L'Omloop van de Vlaamse Scheldeboorden 2007, diciannovesima edizione della corsa, valido come evento dell'UCI Europe Tour 2007 categoria 1.1, si svolse il 2 ottobre 2007 per un percorso di 199,3 km. Fu vinto dall'olandese Steven de Jongh, che giunse al traguardo in 4h 22' 00" alla media di 45,64 km/h.
Furono 101 i ciclisti che portarono a termine la competizione.

## Ordine d'arrivo (Top 10)
| Pos. | Corridore          | Squadra    | Tempo    |
| ---- | ------------------ | ---------- | -------- |
| 1    | Steven de Jongh    | Quick Step | 4h22'00" |
| 2    | Jean-Patrick Nazon | AG2R Prév. | a 1"     |
| 3    | Stefan van Dijk    | Wiesenhof  | s.t.     |
| 4    | Jürgen Roelandts   | Davitamon  | s.t.     |
| 5    | Daniel Musiol      | Wiesenhof  | s.t.     |
| 6    | Denis Flahaut      | Jartazi    | s.t.     |
| 7    | Ken De Vaere       | Flanders   | s.t.     |
| 8    | Michael Blanchy    | Flanders   | s.t.     |
| 9    | Nick Ingels        | Predictor  | s.t.     |
| 10   | Gregory Joseph     | Davitamon  | s.t.     |